# 阿倍野区
阿倍野区（あべのく）は、大阪市を構成する24行政区のうちの一つ。区域には、帝塚山や北畠といった良質な住宅街を抱え、区北端には日本初のスーパートール（高さ300m以上のビル）であるあべのハルカスがそびえる。

## 概要
北部の阿倍野橋周辺は近鉄南大阪線大阪阿部野橋駅、Osaka Metro御堂筋線・谷町線天王寺駅、阪堺電気軌道上町線天王寺駅前駅があり、百貨店や映画館などが存在する商業地区である。
国道25号を挟んですぐ北側の天王寺区に位置するJR大阪環状線・関西本線（大和路線）・阪和線天王寺駅とともに「天王寺・阿倍野」と位置づけられており大阪の南の主要ターミナルとなっている。
天王寺・阿倍野は大阪府内では梅田（キタ）、心斎橋・難波（ミナミ）に次ぐ大阪の第三の繁華街としての機能を持っており、近畿地方でも有数の商業集積地となっている。阿倍野再開発事業により、あべのキューズタウン等が誕生した。阿倍野区の最北端に位置する、近鉄の主要駅の一つである大阪阿部野橋駅は、日本第２位の超高層ビルである「あべのハルカス」と直結しており、大阪市東住吉区や大阪府南河内地域、奈良盆地南部からのターミナル駅の一つでもある。
町会・自治会などの自治組織は、金塚・常盤・高松・丸山・晴明丘・王子・阿倍野・阪南・長池・文の里の各連合町会が組織されている。北東部の松崎町・文の里と、南西部の晴明通・橋本町・相生通・北畠・帝塚山・万代は文教地区・高級住宅街として知られている。また、南西部は『聖天山風致地区』（晴明通・橋本町・相生通・北畠・帝塚山）辺り（部分的に風致地区でない箇所も有る）。
中央区、天王寺区と同様に数多くの学校が立地する文教地区の1つである。
なお、区名やOsaka Metro・阪堺電気軌道上町線の駅名は「阿倍野」だが神社名と近鉄南大阪線の駅名は「阿部野」となっている。

## 地理

### 隣接している区
- 天王寺区、生野区、東住吉区、住吉区、西成区

### 区域
- 高松連合振興町会
  - 天王寺町北1丁目～3丁目
  - 天王寺町南1丁目～3丁目

- 常盤連合振興町会
  - 阿倍野筋1丁目1番～3番
  - 阿倍野筋2丁目1番～4番
  - 阿倍野筋3丁目1番～9番
  - 三明町1丁目～2丁目
  - 美章園1丁目～2丁目
  - 松崎町1丁目～4丁目

- 文の里連合振興町会
  - 昭和町1丁目
  - 美章園3丁目
  - 文の里1丁目～4丁目
  - 桃ケ池町1丁目2番

- 長池連合振興町会
  - 昭和町2丁目～5丁目
  - 長池町
  - 西田辺町1丁目～2丁目
  - 阪南町7丁目1番
  - 阪南町7丁目4番～6番
  - 阪南町7丁目9番
  - 桃ケ池町1丁目3番～14番

- 王子連合振興町会
  - 阿倍野筋4丁目1番～17番
  - 阿倍野筋5丁目1番～9番
  - 王子町1丁目
  - 阪南町1丁目

- 阿倍野連合振興町会
  - 王子町2丁目～3丁目
  - 阪南町2丁目～3丁目

- 阪南連合振興町会
  - 王子町4丁目
  - 播磨町1丁目～3丁目
  - 阪南町4丁目～6丁目
  - 阪南町7丁目2番
  - 阪南町7丁目3番
  - 阪南町7丁目7番～8番

- 金塚連合振興町会
  - 旭町1丁目～3丁目
  - 阿倍野筋1丁目4番～7番
  - 阿倍野筋2丁目5番
  - 阿倍野筋3丁目10番～13番

- 丸山連合振興町会
  - 阿倍野筋4丁目18番～24番
  - 阿倍野筋5丁目10番～13番
  - 阿倍野元町1番～2番
  - 共立通1丁目～2丁目
  - 松虫通1丁目～3丁目
  - 丸山通1丁目～2丁目

- 晴明丘連合振興町会
  - 相生通1丁目～2丁目
  - 阿倍野元町3番～19番
  - 北畠1丁目～3丁目
  - 晴明通
  - 帝塚山1丁目
  - 橋本町
  - 万代1丁目

### 町名
阿倍野区の町名には、以下のものがある。
- 天王寺町北
- 天王寺町南
- 美章園
- 文の里
- 三明町
- 昭和町
- 桃ヶ池町
- 長池町
- 西田辺町
- 阪南町
- 播磨町
- 王子町
- 橋本町
- 晴明通
- 相生通
- 阿倍野元町
- 北畠
- 万代
- 帝塚山
- 共立通
- 丸山通
- 松虫通
- 旭町
- 阿倍野筋
- 松崎町

また現在は住居表示上の町名ではないものの、地域一帯を示す地名として金塚（旭町全域と阿倍野筋の一部）、高松（天王寺町北・天王寺町南）といった地名があり、小学校や連合町会などの名称として使用されている。
主な地名の由来は、以下の通りとなる。
- 文の里 - この付近を宅地開発を行った天王寺土地建物株式会社が、この地を「文ノ里」と命名したこと。および当時、この地を走っていた南海電気鉄道平野線（1980年11月28日廃止）の苗代田 - 股ヶ池間に駅を建設し、「文ノ里」と名付けて南海電気鉄道に寄付したことに由来する[4]。
- 播磨町 - 王子町4丁目にある南北朝時代の住吉の合戦で南朝側の忠臣・楠木正行と戦って敗れた北朝側の播磨の太守・赤松則村（円心）の子、赤松貞範が、戦死した将兵の遺骨を納めて塚を築き、播磨塚と名付け部下の冥福を祈ったと伝えられていることに由来する。
- 王子町 - 旧東成郡天王寺村大字阿倍野村字王子前に由来する[4]。
- 橋本町 - 江戸時代の与力であった橋本尚四郎・久五郎兄弟が明治維新後、この地に移り住み、明治の初めごろに天下茶屋遊園地や聖天坂の道路開発を手掛けるなど、この辺り一帯の開発に貢献したのを記念して名付けられたことに由来する[4]。
- 晴明通 - この付近が生誕の地とされ、この地に隣接する阿倍野元町5番地にある平安時代の陰陽師の一人、安倍晴明を祀る安倍晴明神社（阿倍王子神社の末社）に由来する[4]。
- 相生通 - かつての東成郡天王寺村の西端であった紀州街道の下町から東に延びる町並み（現在の西成区天神ノ森付近）と、同じく東成郡天王寺村のほぼ中心部を通る阿倍野街道（熊野街道の一部）から西へ伸びる町並みとが現在の相生通1丁目8番地と相生通1丁目9番地との境目の坂の辺りで相会することから、その意味を取り入れて、その坂の名が相生坂と名付けられたことに由来する[4]。
- 阿倍野元町 - かつての東成郡阿部野村の中心地であったことに由来する。
- 北畠 - 王子町3丁目8番地にある北畠公園に所在する大名塚を、江戸時代の国学者・並川誠所が、南北朝時代の石津の戦いで討ち死にした南朝側の公家で、武将でもあった北畠顕家の墳墓と享保年間に比定したことにより、明治維新後、地元の有志が、この辺り一帯を北畠顕家戦没の地として顕彰し、北畠顕家を祀る祠、阿部野神社を建立するとともに、この地に北畠の名を冠したことに由来する[4]。
- 万代（1丁目のみ阿倍野区・2-3丁目は住吉区） - この地の南側に隣接する住吉区万代3丁目7番地にある万代池に由来する。また、町名が名付けられた当時、この辺りも住吉区の一部であった。
- 帝塚山 - この地の南側に隣接する住吉区帝塚山西2丁目8番地に帝塚山古墳に由来する。また、町名が名付けられた当時、この辺りも住吉区の一部であった[4]。

## 歴史
1943年（昭和18年）4月1日に、大阪市がそれまでの15区制から22区制へ分増区させた際、住吉区が3区（住吉区・東住吉区・阿倍野区）に分区されて誕生した。区域は大阪市編入前の旧天王寺村（1897年大阪市第一次市域拡張以降の区域）の大半と、田辺町・住吉村・長居村のそれぞれ一部にあたる。
区名の由来は、古代にこの地を領有していた豪族「阿倍氏」の姓からとする説と、『万葉集』の山部赤人の歌からとする説、古地名の「東生郡餘戸郷（ひがしなりぐんあまべごう）」の「餘戸（あまべ）」からとする説などがあるが、豪族「阿倍氏」説が今のところ有力である。
区名については、1943年分区前までの住吉区役所は現在の阿倍野区内にあったことから、当初の案では分離前の「住吉区」の区名を継承することが検討されていた（現在の住吉区は、当初案では「住之江区」が提示された）。しかし住吉大社周辺の住民の反対によってこの案は撤回され、「住吉区」の名称は現在の住吉区が継承し、当区は阿倍野区の名称となった。
この際、新区名の漢字表記を「阿倍野」にするか「阿部野」にするかの論議が起きた。当時「阿倍野」「阿部野」の両表記ともに広く使用されていたが、1925年に大阪市に編入された際、東成郡天王寺村大字「阿部野」から大阪市住吉区「阿倍野」町へ表記が変更されていたこともあって、区役所の土地台帳や戸籍原簿などに「阿倍野」が使われていたため「阿倍野」の表記を採用した。
なお1925年に大阪市に編入された際に設置された第一次住吉区は、第一次案での区名候補は「阿倍野区」だったが、住吉区の名称が採用されている。

## 産業

### 商業
- あべのハルカス：2014年3月7日に全館開業。
- 近鉄百貨店阿倍野本店（旧：西本館）2007年5月撮影。この建物は、あべのハルカス（タワー館）に建てかえられたため、現存しない。
- 日本を代表する大企業の一つであるシャープ旧本社ビル（長池町）。この建物は、ニトリに売却された後、解体されたため、現存しない。

#### 主な商業施設
- あべのハルカス
  - あべのハルカス近鉄本店
- Hoop（ファッションビル）
- and
- 新宿ごちそうビル
- あべのnini
- あべのアポロ
- あべのルシアス
- あべのキューズタウン
  - ViaあべのWalk
  - あべのキューズモール
- あべのベルタ

### 阿倍野区に本社を置く企業
- 近鉄百貨店
- 奥村組
- 酔虎伝
- セキセイ
- 大杉製薬
- 木村金属工業
- はちや
- ツジカワ
- 曲田商店 - 「とんかつKYK」を運営。

### 阿倍野区に本社を置いていた企業
- シャープ

## 地域

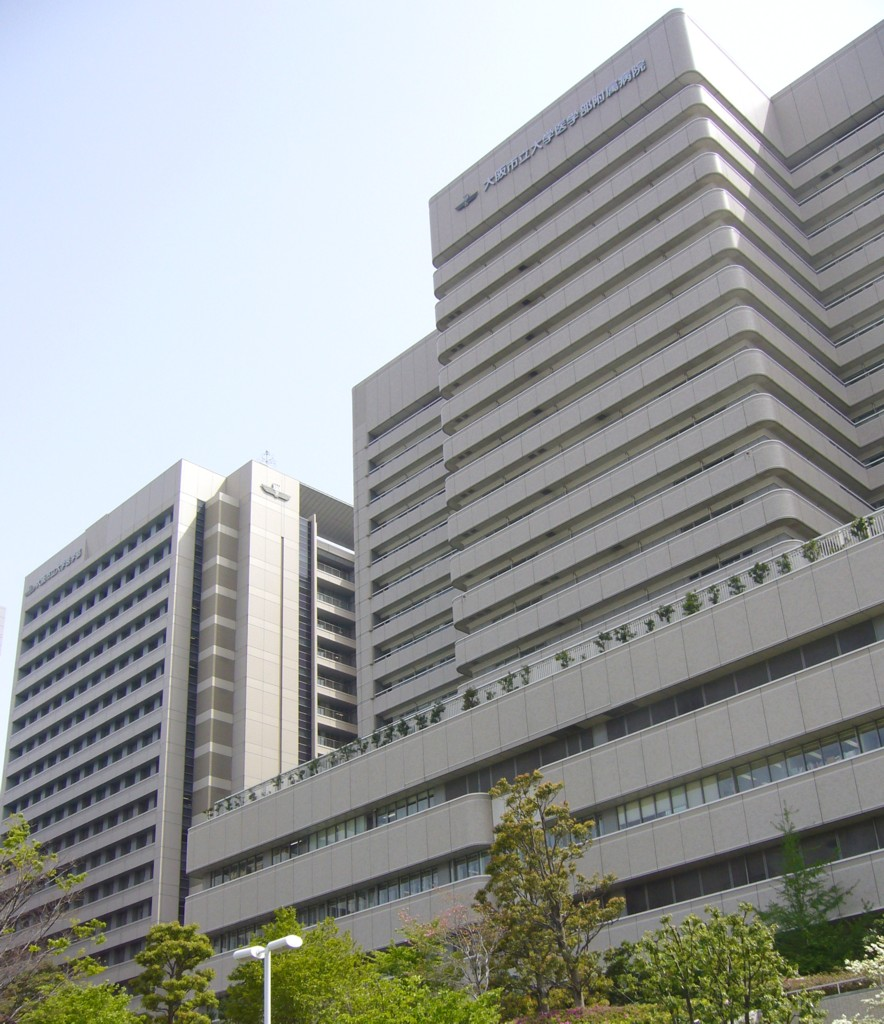
大阪市立大学医学部キャンパス・大阪市立医学部附属病院

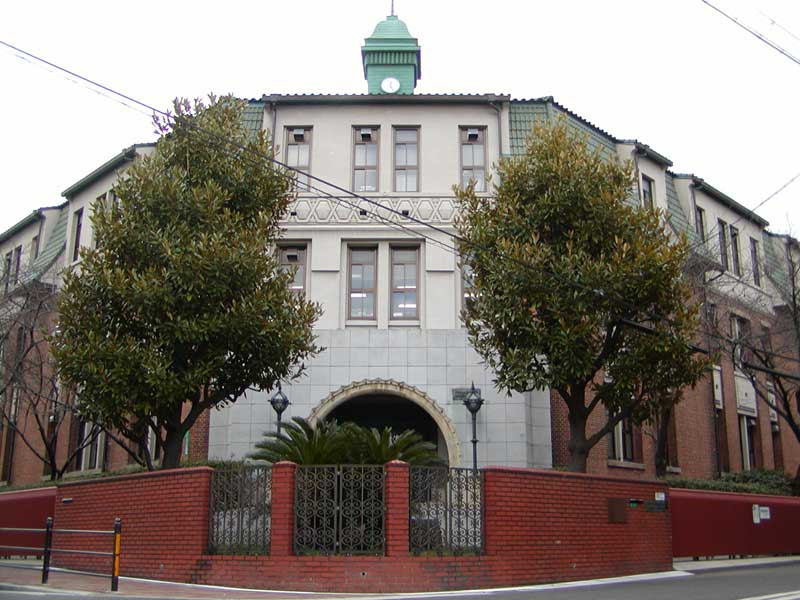
大阪市立工芸高等学校本館（大阪市指定文化財）

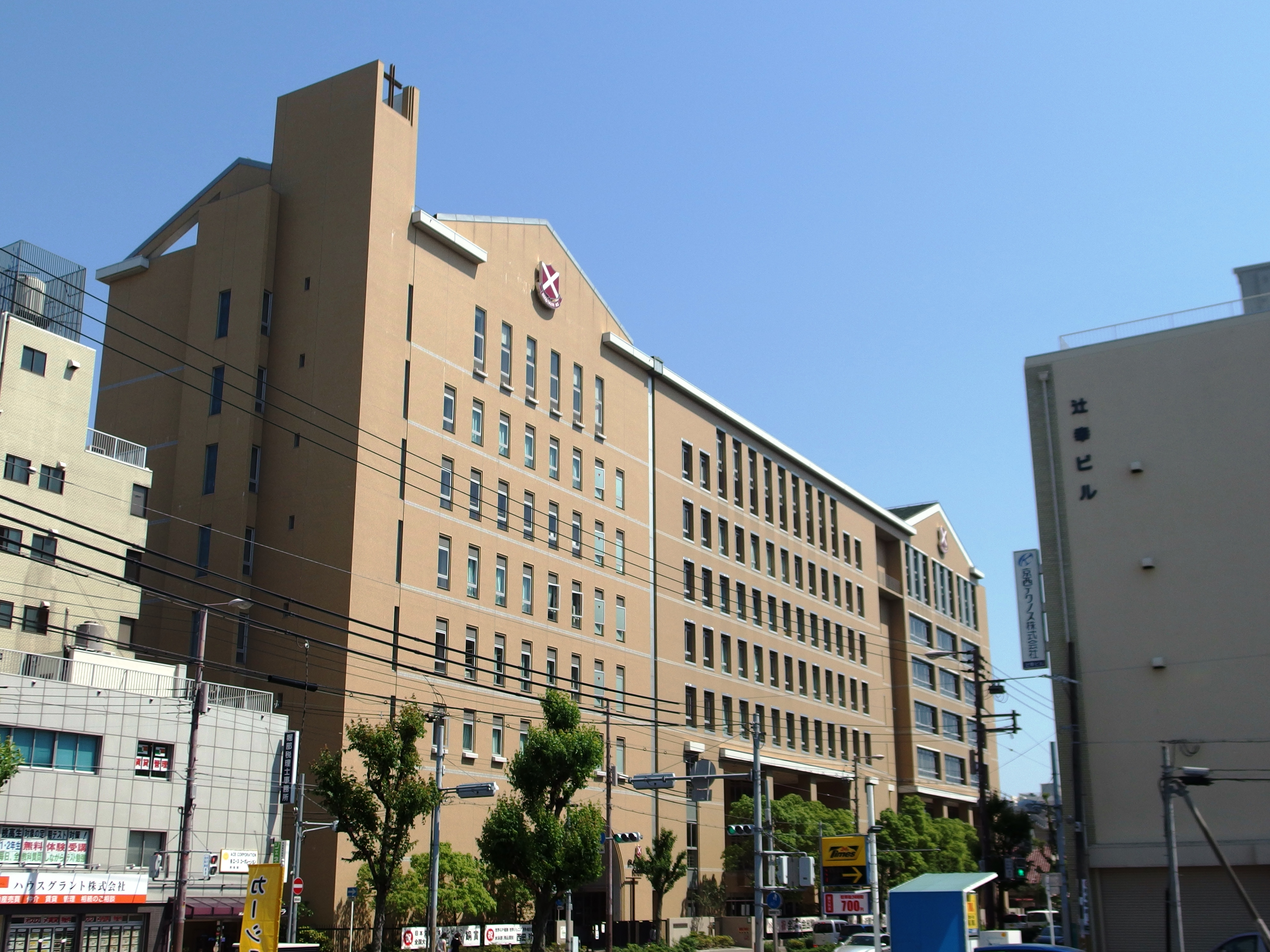
桃山学院中学校・高等学校

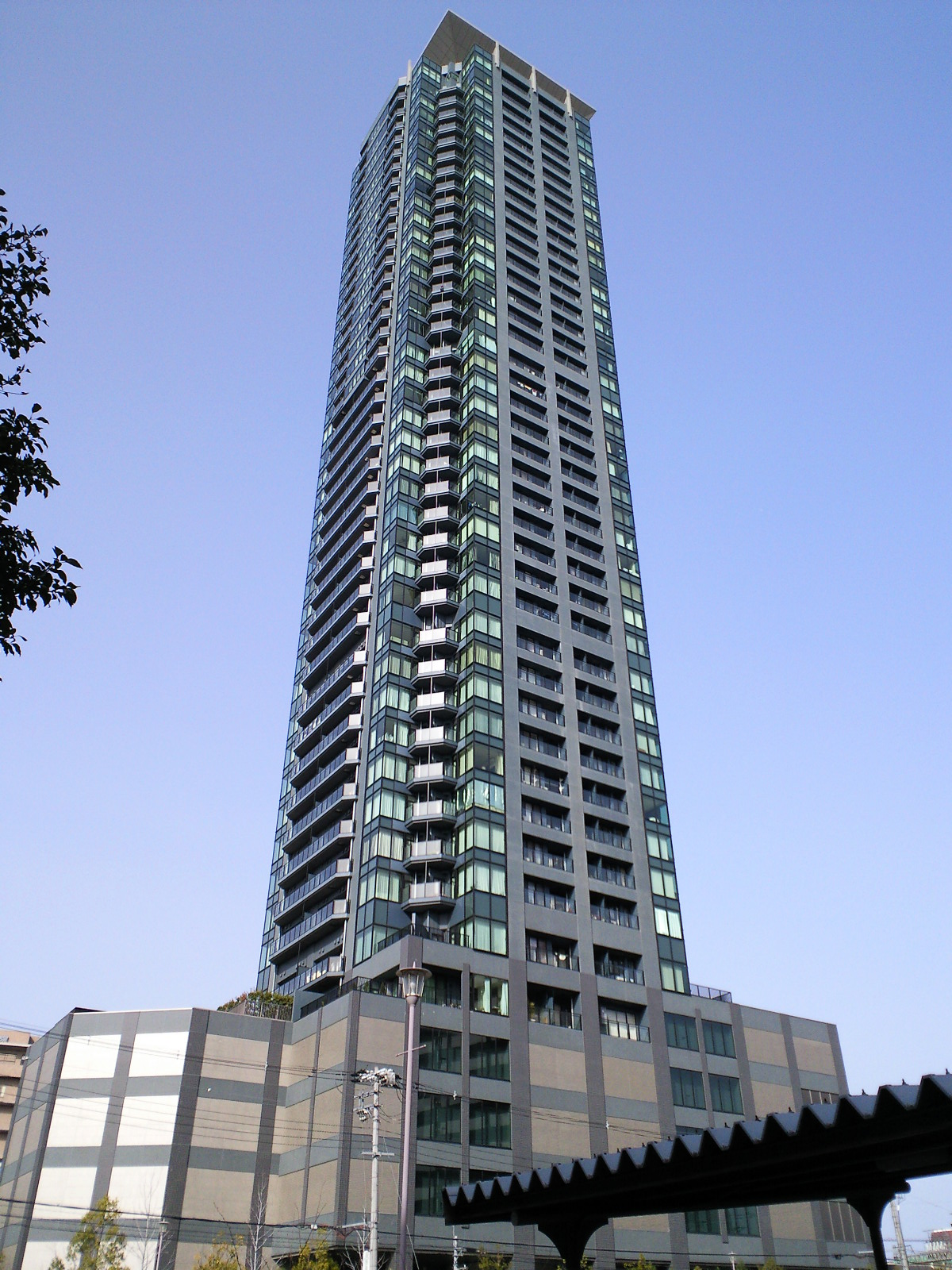
シティタワーグラン天王寺

### 教育

#### 大学・短期大学
- 大阪公立大学・大阪市立大学阿倍野キャンパス(医学部)
- 大阪キリスト教短期大学
- 阪南大学あべのハルカスキャンパス
- 四天王寺大学サテライトキャンパス
- 大阪芸術大学スカイキャンパス
- 大阪大谷大学ハルカスキャンパス

#### 専修学校
- 大阪警察病院看護専門学校
- 大阪市立デザイン教育研究所
- 関西外語専門学校
- 関西インターナショナルハイスクール
- 辻調理師専門学校・辻製菓専門学校

#### 高等学校
- 大阪府立天王寺高等学校
- 大阪府立住吉高等学校
- 大阪府立阿倍野高等学校
- 大阪府立工芸高等学校
- 大阪府立第二工芸高等学校
- 大谷高等学校
- あべの翔学高等学校
- 明浄学院高等学校
- 桃山学院高等学校

#### 中学校
- 大阪市立阿倍野中学校
- 大阪市立昭和中学校
- 大阪市立阪南中学校
- 大阪市立文の里中学校
- 大阪市立松虫中学校
- 大谷中学校
- 桃山学院中学校

#### 小学校
- 大阪教育大学附属天王寺小学校
- 大阪市立阿倍野小学校
- 大阪市立金塚小学校
- 大阪市立晴明丘小学校
- 大阪市立晴明丘南小学校
- 大阪市立高松小学校
- 大阪市立常盤小学校
  - 大阪市立常盤小学校分校（校舎のみ）
- 大阪市立長池小学校
- 大阪市立苗代小学校
- 大阪市立阪南小学校
- 大阪市立丸山小学校

### 集合住宅

#### 超高層マンション
- シティタワーグラン天王寺
- あべのグラントゥール

#### 大規模マンション
- 朝日プラザ天王寺

#### 住宅団地
- 都市再生機構アーベイン天王寺
- 都市再生機構サンヴァリエ西田辺（西田辺団地（公団）を建て替えた住宅団地）
- 都市再生機構サンヴァリエあべの阪南（阪南団地を建て替えた住宅団地）
- 大阪府住宅供給公社西田辺団地
- 大阪市住宅供給公社コーシャハイツ阿倍野筋
- 大阪市住宅供給公社コーシャハイツ相生
- 大阪市住宅供給公社コーシャハイツ共立
- 市営阿倍野住宅
- 市営北畠住宅
- 市営三明住宅
- 市営高松住宅
- 市営帝塚山住宅
- 文の里社宅
- 住装社宅

かつて存在した住宅団地
- 都市基盤整備公団西田辺団地（建て替えられて「サンヴァリエ西田辺」となった）
- 都市再生機構阪南団地（建て替えられて「サンヴァリエあべの阪南」となった）
- 帝塚山住宅団地（日本住宅公団分譲の団地で日本唯一全てスターハウスという独特の団地だったが、建て替えられマンションになった）

### 斎場
- 大阪市立葬祭場やすらぎ天空館

## 交通

### 鉄道路線
- 区役所の最寄り駅は文の里駅である。

近畿日本鉄道
F 近鉄南大阪線：大阪阿部野橋駅 - 河堀口駅
西日本旅客鉄道（JR西日本）
 阪和線：美章園駅 - 南田辺駅 - 鶴ケ丘駅
- 大和路線（関西本線）が東部市場前駅 - 天王寺駅間で阿倍野区（天王寺町北）を通過している。

大阪市高速電気軌道 (Osaka Metro)
 御堂筋線：天王寺駅 - 昭和町駅 - 西田辺駅
 谷町線：阿倍野駅 - 文の里駅
阪堺電気軌道
■ 上町線：天王寺駅前駅 - 阿倍野駅 - 松虫停留場 - 東天下茶屋停留場 - 北畠停留場 - 姫松停留場
- 南海高野線も阿倍野区の南西部を通るが、区内に駅は設置されていない。

### バス
- 大阪シティバス
- 近鉄バス（あべの橋 - 上本町）

区内ではあべの橋を拠点とする。あべの橋からは高速路線（近鉄バスなど）も発着する。

### 道路
- 阪神高速道路
  - 14号松原線：文の里出入口（阿倍野入口は西成区に所在）
- 国道25号
- 松虫通
- 南港通
- あべの筋（大阪府道30号大阪和泉泉南線）
- あびこ筋（大阪府道28号大阪高石線）

## 名所・旧跡・文化・観光施設
- 阿部野神社 - 南朝の北畠親房と北畠顕家を祀る。
- 阿倍王子神社 - 元は「阿倍野王子」で、熊野九十九王子のうち大阪府内で唯一現存する神社。
- 安倍晴明神社 - 陰陽師・安倍晴明の誕生地とされる、晴明ゆかりの神社。
- 正圓寺 - 「天下茶屋の聖天さん」と呼ばれる。
- 桃ケ池
- 熊野街道
- 庚申街道
- 大阪市立阿倍野図書館

- 阿部野神社
- 阿倍王子神社
- 安倍晴明神社
- 桃ヶ池

## 出身有名人
五十音順

### 学問
- 市川伸一 - 心理学者、東京大学名誉教授
- 奥乃博   - 情報学者、京都大学名誉教授
- 喜連川優 - 情報学者、計算機科学者、情報・システム研究機構第4代機構長
- 三角和雄 - 循環器専門の医師、医学者
- 丸山眞男 - 政治思想家、政治学者、東京大学名誉教授

### 実業
- 大屋政子 - 実業家、タレント

### 文化・芸能
- 綾戸智恵 - 歌手
- 乾浩明 - 元朝日放送アナウンサー、フリーアナウンサー
- 逸見政孝 - 元フジテレビアナウンサー、フリーアナウンサー
- 川村壱馬 - 歌手 THE RAMPAGE from EXILE TRIBE のメンバー
- 鈴木美智子 - タレント
- 辰巳典子 - 女優
- 中条あやみ - 女優、ファッションモデル
- ナナヲアカリ - 歌手
- ハイヒールモモコ - 漫才師
- 浜田順平 - カベポスター・お笑い芸人
- 林家ペー - タレント、漫談家、落語家、写真家
- 福盛進也 - ジャズ・ドラマー、作曲家、音楽プロデューサー
- 堀内孝雄 - 歌手
- ボンざわーるど - 吉本新喜劇・ピン芸人
- 八木早希 - 元毎日放送アナウンサー、フリーアナウンサー
- ヤナギブソン - ザ・プラン9・お笑い芸人
- 山口沙紀 - 元グラビアアイドル
- 渡辺たかね - タレント、料理研究家

### スポーツ
- 上瀧和則 - 競艇選手
- 武内慎 - ラグビー選手
- 島田彪雅 - ラグビー選手
- 萩原周 - ラグビー選手
- 田中佑美 - 陸上競技選手、ハードル専門
- 寺川綾 - 元競泳選手
- 長崎慶一 - 元プロ野球選手
- 橋本英郎 - 元プロサッカー選手、サッカー解説者
- 廣岡大志 - プロ野球選手
- 渡辺博之 - 元プロ野球選手

### 政治
- 大口善徳 - 衆議院議員
- 福井照 - 衆議院議員、内閣府特命担当大臣（沖縄及び北方対策担当）

### 阿倍野区ゆかりの有名人
- 安倍晴明 - 現在の阿倍野元町で生まれた伝説が残る。
- 伊東静雄 - 詩人。旧制住吉中学校・新制阿部野高等学校教諭を歴任。阪南町などに在住時期あり。松虫通に文学碑がある。
- 卜部兼好 - 阿倍野丸山付近に移り住んだと伝えられる。
- 梶井基次郎 - 作家。西区土佐堀生まれ。晩年は王子町に住んでいた。
- 北畠顕家 - 阿倍野の合戦で当地で戦死。区内の北畠の地名の由来とされる。
- 久保田権四郎 - クボタ創業者。生前に居住。邸宅跡地は大阪市立晴明丘南小学校になっている。
- 阪田寛夫 - 詩人・作家。松崎町に居住していた。
- 左藤義詮 - 元大阪府知事、学校法人大谷学園第2代理事長。阿倍野区阪南町にある浄土真宗大谷派の寺院の元住職。
- 左藤恵 - 元衆議院議員・法務大臣、大谷学園第4代理事長。阿倍野区阪南町にある浄土真宗大谷派の寺院の元住職。
- 中馬馨 - 元大阪市長。在職当時阿倍野区北畠に居住していた。
- 毒蝮三太夫 - 俳優、タレント、ラジオパーソナリティ。阿倍野区生まれ。生後すぐに東京に移る。
- 森田政義 - 元衆議院議員。大屋政子の父。
- 山本潤子 - シンガーソングライター。奈良県生まれ、阿倍野区育ち。
- レツゴー長作 - 漫才トリオ、レツゴー三匹のメンバーの一人。阿倍野区丸山通に居住していた。